# Alouatta palliata
Alouatta palliata là một loài động vật có vú trong họ Atelidae, bộ Linh trưởng. Loài này được Gray mô tả năm 1848.

## Hình ảnh

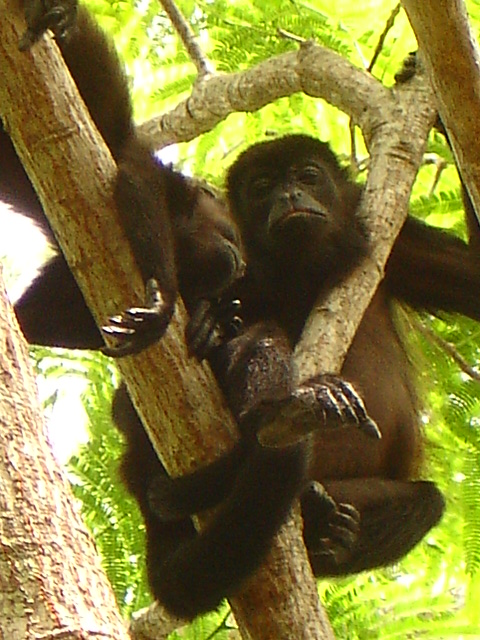
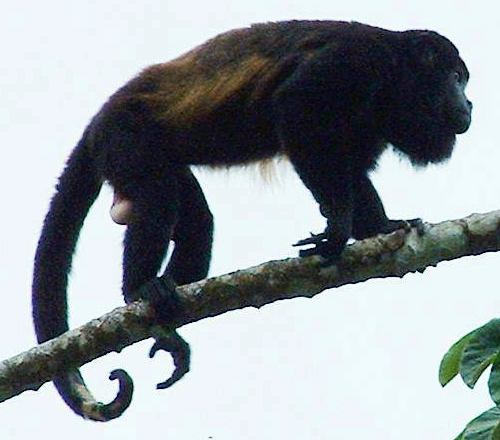
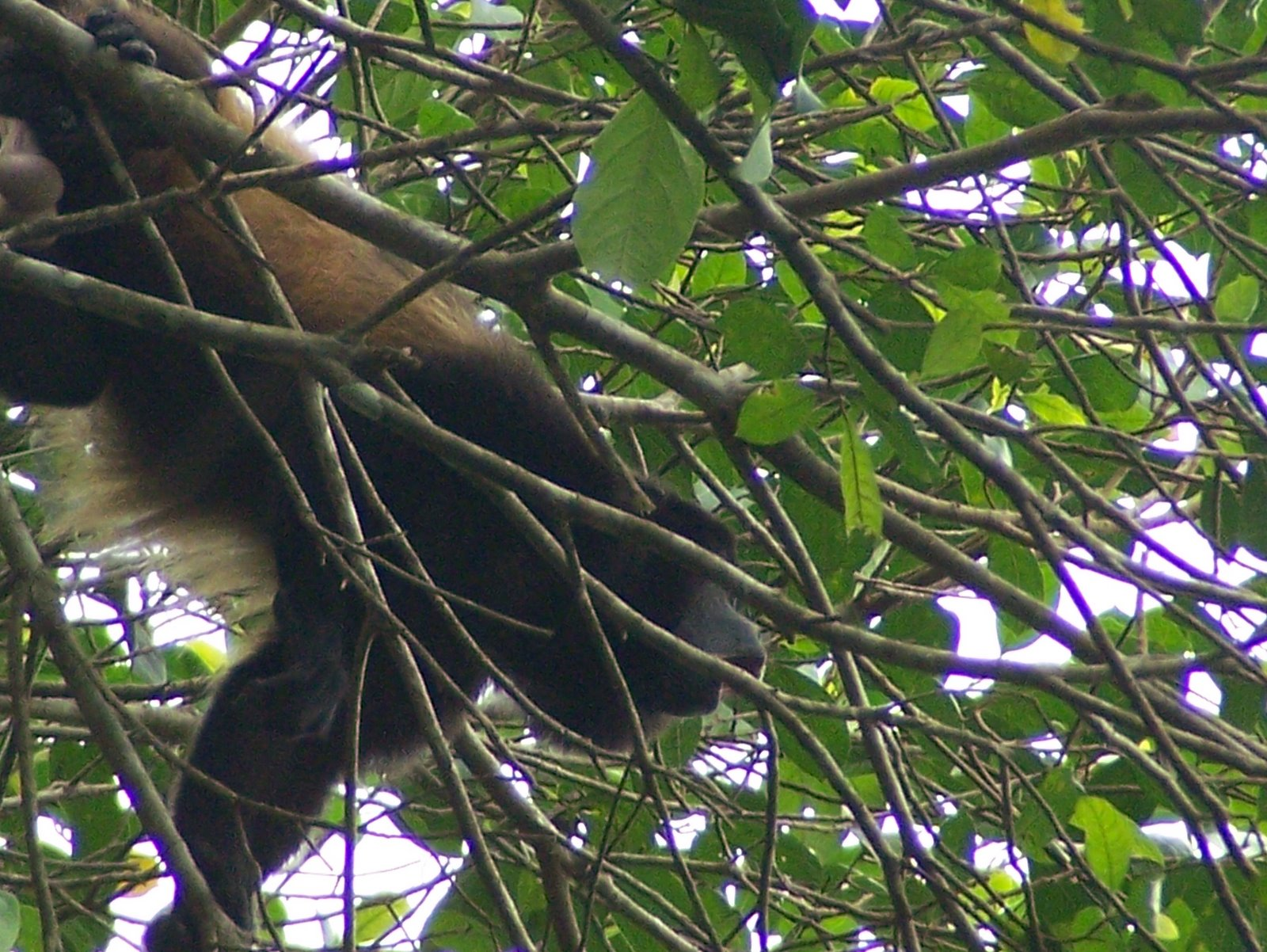
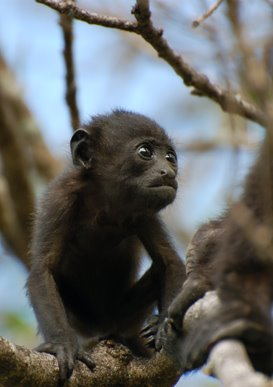
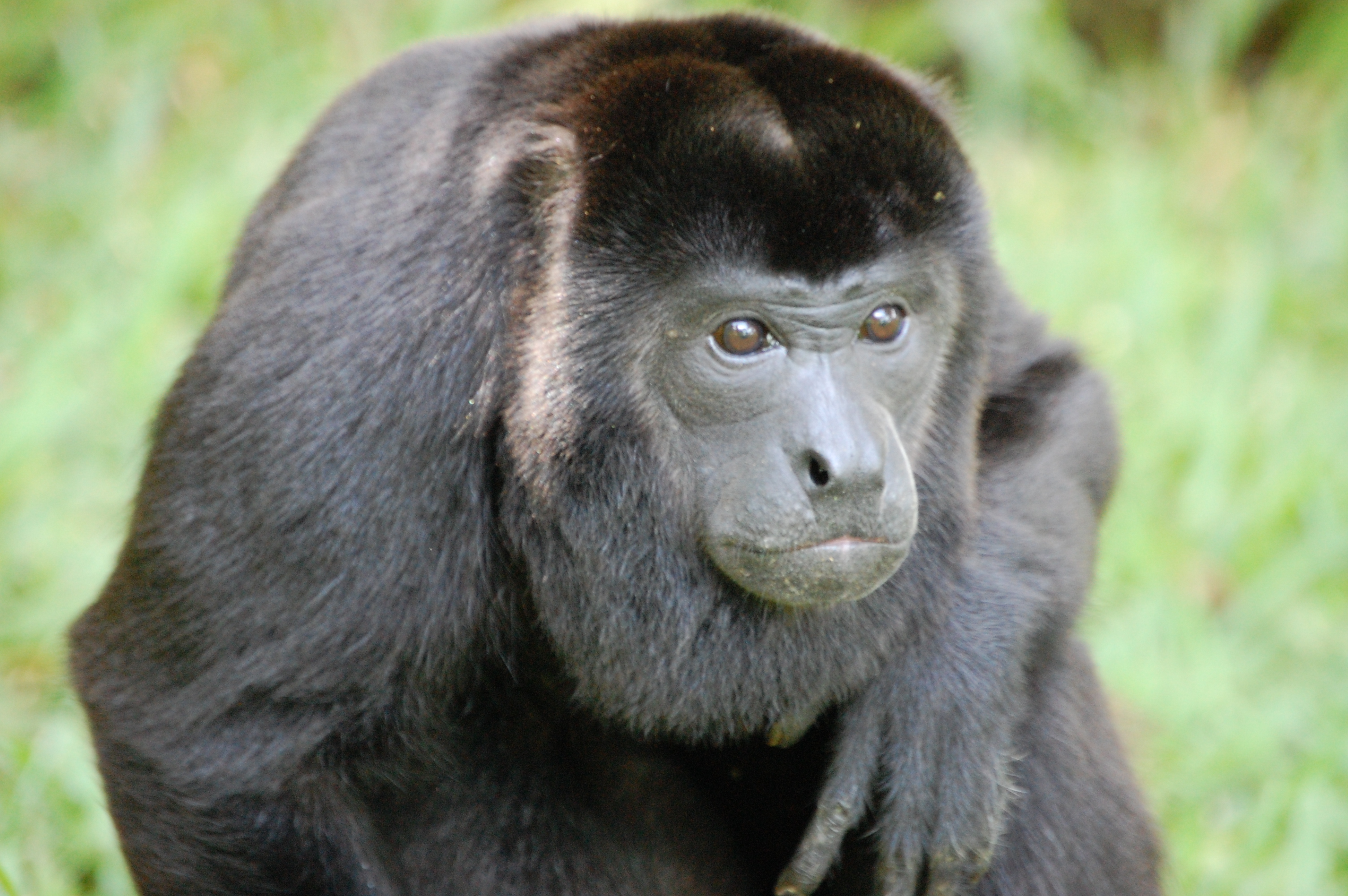
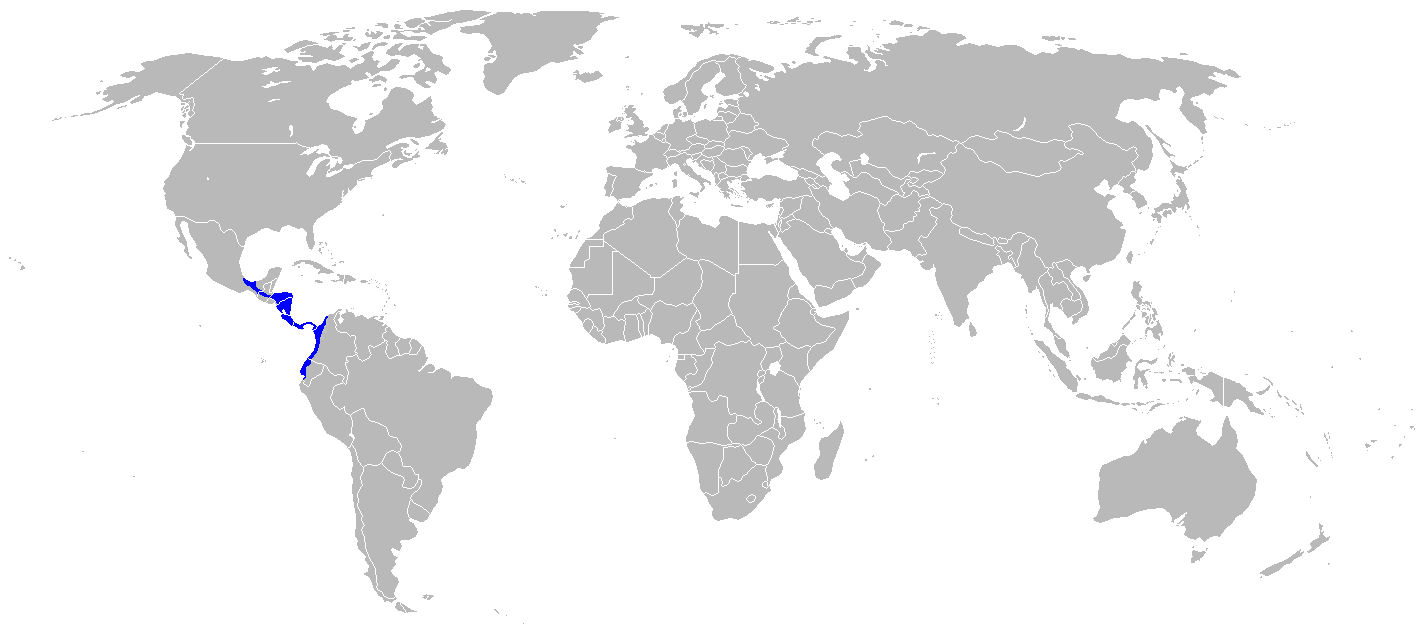